# Foro para el Cambio Democrático
El Foro para el Cambio Democrático (en inglés: Forum for Democratic Change) o FDC es un partido político ugandés de centroderecha (aunque con tintes liberales). 
En términos generales, promulga una democratización total del país y un mayor respeto a los derechos humanos. Está formando en su mayoría por disidentes del NRM original, ya que su presidente y fundador, Kizza Besigye era un militar desertor que consideraba que el gobierno de Museveni se había "pervertido" con el tiempo y había arruinado los principios democráticos que tenía el Movimiento cuando se enfrentó al gobierno de Milton Obote.
Se fundó en 2004, cuando Besigye se encontraba en el exilio. Tras la legalización de los partidos políticos en Uganda, en 2005, el Foro para el Cambio Democrático se estableció formalmente e inició una extensa campaña nacional (con muchas dificultadas provocadas por la represión política del régimen), con motivo de las elecciones generales de 2006. A pesar de los problemas, el FDC fue un oponente importante para el NRM y obtuvo un mejor resultado de lo esperado, pasando Museveni de ganar con casi el 70% de los votos en las anteriores elecciones, a un 59% en estos comicios. Como candidato presidencial del partido, Besigye obtuvo el 37% de los votos a nivel nacional, con porcentajes arrolladores en zonas pobladas y urbanas como la capital, Kampala, rondando el 80% en algunos de ellos. Su derrota se debió principalmente a la popularidad con la que contaba Museveni por la estabilidad prolongada durante su gobierno y a que, debido a las campañas represivas, no pudo realizar una campaña más amplia en las zonas rurales, donde vive la mayor parte de la población del país. A pesar de esto, Besigye no reconoció los resultados y denunció fraude electoral generalizado y privación del derecho a voto a varios de sus partidarios. En el plano legislativo, el partido obtuvo solo 37 de los 319 escaños del Parlamento. La Corte Suprema de Uganda reconoció las irregularidades, pero por cuatro votos a favor y tres en contra, se decidió mantener el resultado.
En las elecciones de 2011, el partido obtuvo un resultado más bajo que el anterior, con un 26% de los votos, aunque solo perdió tres escaños del legislativo. En las elecciones de 2016, Besigye fue nuevamente derrotado por Museveni, aunque esta vez declaró su total rechazo a los resultados y fue secretamente juramentado como Presidente constitucional de Uganda, alegando que él había ganado las elecciones, y provocando su detención horas antes de la toma de posesión de Museveni.